# Општина Чернишоара (Валча)
Чернишоара (рум. Cernişoara) општина је у Румунији у округу Валча.
Oпштина се налази на надморској висини од 449 m.